# Michmoret
Michmoret (hebrejsky מִכְמֹרֶת, doslova ,„Rybářská síť“, v oficiálním přepisu do angličtiny Mikhmoret) je vesnice typu mošav v Izraeli, v Centrálním distriktu, v Oblastní radě Emek Chefer.

## Geografie
Leží v nadmořské výšce 9 metrů v hustě osídlené a zemědělsky intenzivně využívané pobřežní nížině respektive Šaronské planině. Součástí zastavěného území obce je i mládežnická vesnice Mevo'ot Jam. Jižně od vesnice ústí do moře tok Nachal Alexander. Severně od obce se rozkládá Národní park Park ha-Šaron.
Obec se nachází na břehu Středozemního moře, cca 37 kilometrů severoseverovýchodně od centra Tel Avivu, cca 46 kilometrů jihojihozápadně od centra Haify a 5 kilometrů jihozápadně od města Chadera. Obec Michmoret obývají Židé, přičemž osídlení v tomto regionu je etnicky převážně židovské.
Michmoret je na dopravní síť napojen pomocí pobřežní dálnice číslo 2.

## Dějiny
Michmoret byl založen v roce 1945 poblíž přirozené zátoky (ve starověku využívané jako přístav) na břehu Středozemního moře. Zakladateli mošavu byla skupina židovských veteránů britské armády. Šlo o 38 rodin. Obyvatelé se zaměřovali na zemědělství a rybářství. Ve 40. letech 20. století zdejší přístav sloužil k vyloďování židovských imigrantů. Kotvila tu dočasně i loď Altalena. Část nákladu zbraní z ní zde byla vyložena, pak ale plavidlo pokračovalo k Tel Avivu.
Před rokem 1949 měl mošav Michmoret rozlohu katastrálního území 700 dunamů (0,7 kilometru čtverečního).
Většina obyvatel za prací dojíždí mimo obec.

## Demografie
Podle údajů z roku 2014 tvořili naprostou většinu obyvatel v Michmoret Židé (včetně statistické kategorie "ostatní", která zahrnuje nearabské obyvatele židovského původu ale bez formální příslušnosti k židovskému náboženství).
Jde o menší sídlo vesnického typu s dlouhodobě stagnující populací. K 31. prosinci 2014 zde žilo 1315 lidí. Během roku 2014 populace stoupla o 5,4 %.
| Rok            | 1948 | 1961 | 1972 | 1983 | 1995 | 2001 | 2003 | 2004 | 2005 | 2006 | 2007 | 2008 | 2009 | 2010 | 2011 | 2012 | 2013 | 2014 |
| -------------- | ---- | ---- | ---- | ---- | ---- | ---- | ---- | ---- | ---- | ---- | ---- | ---- | ---- | ---- | ---- | ---- | ---- | ---- |
| Počet obyvatel | 54   | 608  | 980  | 1193 | 991  | 1020 | 1065 | 1056 | 1075 | 1072 | 1072 | 1080 | 1314 | 1355 | 1260 | 1266 | 1248 | 1315 |